# 弗朗茨·加布尔
弗朗茨·加布尔（德語：Franz Gabl，1921年12月29日—2014年1月23日），奥地利男子高山滑雪运动员。他曾代表奥地利参加1948年冬季奥林匹克运动会高山滑雪比赛，获得男子滑降银牌。